# Basílica de Székesfehérvár
La basílica de Nuestra Señora de la Asunción de Székesfehérvár o de Nuestra Señora de la Asunción de Alba Regia (en húngaro: Székesfehérvári nagyboldogasszony-bazilika), conocida simplemente como basílica de la Virgen María (en húngaro: Szűz Mária-bazilika) o basílica de Székesfehérvár (en húngaro: Székesfehérvári bazilika) y también conocida en ocasiones solo como basílica real (en húngaro: királyi bazilika) o basílica de la coronación (en húngaro: koronázóbazilika), fue la iglesia más grande e importante del reino medieval de Hungría, que el rey san Esteban I comenzó a construir poco después de la fundación del estado.
La basílica, que se hizo extremadamente rica gracias a las donaciones reales, fue construida continuamente a lo largo de los siglos y luego destruida durante los asedios durante la ocupación otomana y después de la ocupación, en el siglo XVIII, por lo que hoy solo se pueden ver sus ruinas.

## Historia
El primer rey de Hungría, san Esteban I, comenzó a construir la basílica de Alba Regia en honor a la Virgen María, en el siglo XI, siguiendo el ejemplo de Carlomagno con el modelo de la basílica de Aquisgrán como su lugar de descanso final.
Tras su finalización en el siglo XIX, con una superficie de 60 m × 30 m aproximadamente y con una altura interior de 30 m, fue una de las basílicas más grandes de Europa en su época. Era una basílica real, como la catedral de Aquisgrán, y tenía un presbiterio al lado. Era una iglesia de coronación, donde se colocaba el trono del monarca, y donde se guardaban los tesoros reales, reliquias y las joyas de la corona. Esteban eligió la basílica que fundó como lugar de su sepultura, al igual que Carlomagno.
La basílica de la época de san Esteban tenía tres naves y al menos dos torres. Posteriormente se añadió un claustro en su lado sur. La importancia que esta basílica tiene a lo largo de los siglos se debe al hecho de que el rey Esteban, canonizado en 1083, fue enterrado entre los muros de la iglesia, más precisamente en el centro de la misma. Su sarcófago todavía se puede ver hoy en el mausoleo construido en su honor. Su hijo, el príncipe Emerico, que también fue canonizado en esa época, fue enterrado antes. Su presunta cripta fue excavada entre el segundo y tercer pilar de la nave sur. Su zona es ahora uno de los sitios conmemorativos nacionales oficiales de Hungría bajo el nombre de Jardín de Ruinas Medievales-Memorial Nacional (en húngaro: Középkori Romkert – Nemzeti Emlékhely).
Desde Pedro Orseolo hasta Fernando I, con la excepción de Bela IV —que fue ungido en otra basílica de Alba Regia—, todos los gobernantes húngaros fueron coronados reyes dentro de estos muros, y quince de ellos también eligieron la basílica como su lugar de descanso final.
El presbiterio de la Virgen María en Alba Regia era único en muchos aspectos. La basílica del rey san Esteban, construida junto a la ruta de peregrinación a Tierra Santa, se convirtió en el lugar de las coronaciones, bodas reales y funerales de los reyes y reinas de la Hungría medieval. La corona y las insignias de coronación, así como documentos importantes, se guardaron aquí durante siglos. Este lugar sirvió como sede de numerosos eventos trascendentales, asambleas legislativas y reuniones de líderes estatales.

### Remodelación
En 1327 el rey Carlos I, que quería ser enterrado en la iglesia, hizo abovedar parcialmente la nave. En 1426 el italiano Filippo de Ozora reconstruyó la torre suroeste de la basílica (frente a la plaza del Ayuntamiento) en estilo gótico. De esta manera se rompió la simetría y el equilibrio anterior de la iglesia, ya que esta torre era mucho más alta que la otra torre noroeste de la fachada. A partir del siglo XVI, los entierros dentro de la iglesia fueron cada vez más frecuentes. Los ciudadanos más ricos acudían al claustro o al cementerio que rodeaba la iglesia.
La última construcción importante tuvo lugar durante la época de Matías Corvino, quien demolió el santuario oriental anterior y la muralla de la ciudad detrás de él, luego rellenó el área y construyó un nuevo santuario de 30 m de largo en la corona de una capilla al este como capilla de la tumba de la familia Corvino. Posteriormente se reconstruyó la muralla de la ciudad. La llamada capilla de la tumba de Matías Corvino fue probablemente la parte más bella de la basílica, que posiblemente era similar al santuario de las catedrales góticas francesas, como la de Nuestra Señora de París. Tras las ampliaciones la longitud total de la iglesia supera ahora los 100 m.

### Destrucción
Alba Regia cayó en manos otomanas en 1543, y el capitán del castillo otomano saqueó las tumbas reales en ese momento. La destrucción de la basílica de la coronación comenzó con la exitosa reconquista cristiana en 1601, ya que los otomanos utilizaron la torre de Filippo de Ozora como almacén de pólvora, y al no poder retener la ciudad, la volaron para impedir que los vencedores se hicieran con la pólvora. La gran explosión derrumbó la torre de Filippo de Ozora y toda la basílica se quemó. No fue restaurada después del asedio, pero las murallas dañadas de la ciudad fueron reparadas con sus piedras. Los ejércitos cristianos rompieron las tumbas reales que aún estaban intactas en la basílica.
En 1602 los otomanos recuperaron la ciudad y también utilizaron la iglesia como cantera. Las capillas del lado norte de la basílica se mantuvieron en condiciones utilizables, fueron añadidas recién en el siglo XVIII. Fue demolido a finales del siglo XIX, durante la construcción del palacio episcopal. A principios del siglo XIX desaparecieron todos los restos sobre el suelo de la antigua basílica real. Las excavaciones que comenzaron posteriormente solo permitieron descubrir muros de cimentación debajo de la superficie, pero a partir de esto ya no es posible concluir el aspecto exacto de la basílica.
En la basílica solo quedó intacta una tumba real: la de Bela III, quien fue encontrado con su esposa, Inés de Antioquía, en la nave sur de la basílica en 1848 mientras cavaban un canal. Durante la identificación, se sugirió que los huesos encontrados en la tumba podrían ser los restos del rey Colomán y de su esposa, Felicia de Sicilia. Sin embargo, en 2019, el Instituto de Investigación húngaro determinó mediante estudios arqueogenéticos y datación por radiocarbono, así como estudios osteológicos, que los huesos pertenecen claramente al rey Bela III.
Las pruebas incluyeron la singularidad del acervo genético revelado por los estudios arqueogenéticos y el hecho de que Colomán sufrió una inflamación del oído antes de su muerte, lo que también dejó huellas en los huesos, lo cual no está presente en los huesos encontrados. Los huesos encontrados en otra tumba junto a su tumba fueron identificados como pertenecientes al rey Bela II.

## Galería de imágenes
- Merian: “Theatrum Europaeum:
La reconquista pasajera
de Székesfehérvár en 1601”
N = salida de los turcos
G = iglesia mayor

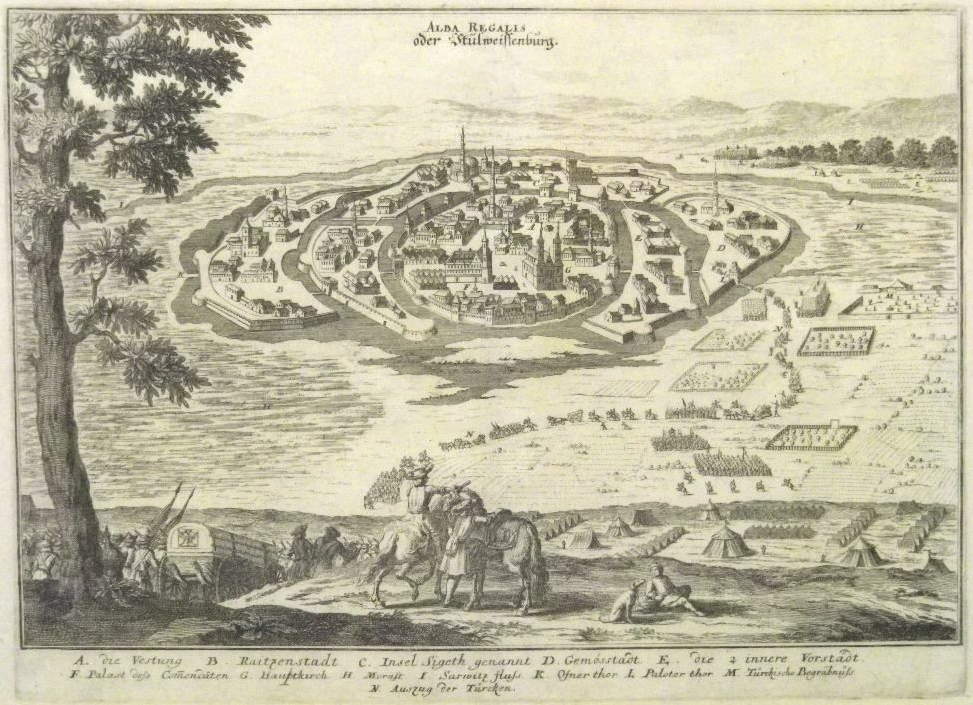
Merian: “Theatrum Europaeum: La reconquista pasajera de Székesfehérvár en 1601” N = salida de los turcos G = iglesia mayor
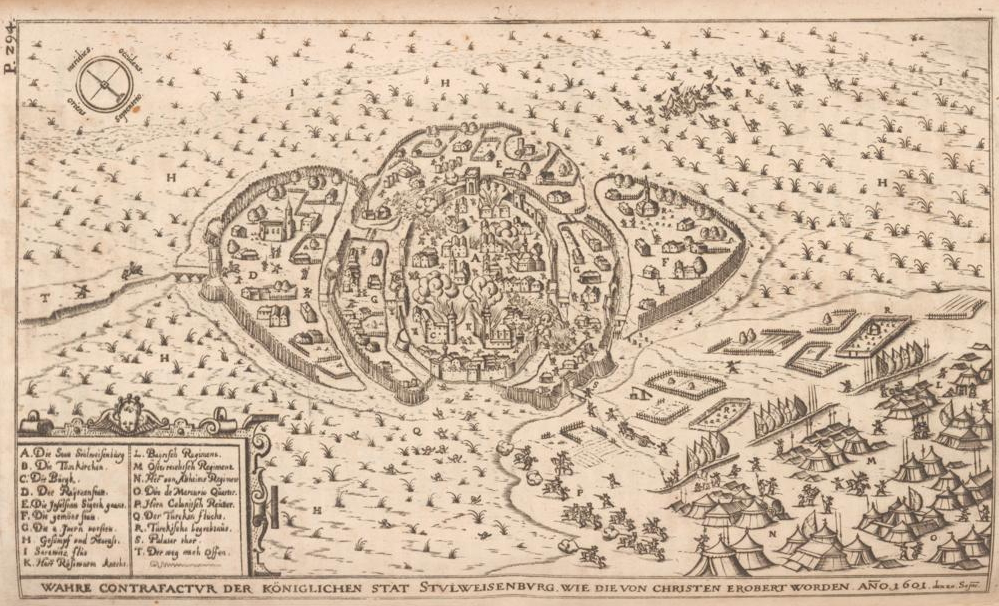
Johan Sibmacher: “Verdadera imagen de la ciudad real de Stu(h)lweis(s)enburg (Székesfehérvár), como fue conquistada por los cristianos, año 1601” —la basílica  y otros edificios ardiendo
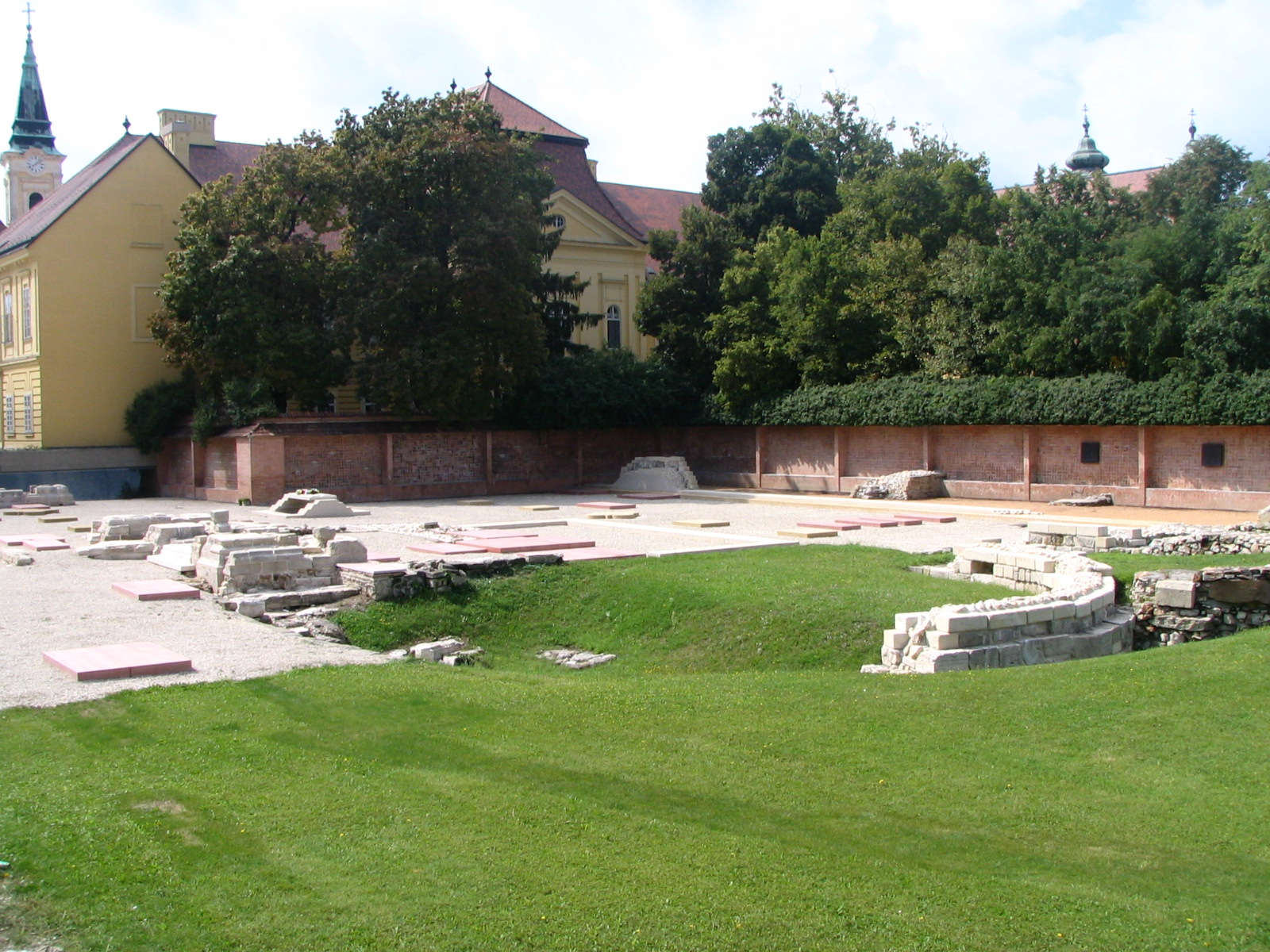
Ruinas de la basílica hoy, en frente el coro